# 洋湖湿地公園
洋湖湿地公園（ようこしっちこうえん）は、中華人民共和国湖南省長沙市岳麓区にある自然公園である。面積は約0.53平方キロメートル。

## 歴史
2010年7月、公園の建設が始まりました。
2014年、東湖公園として開園。2013年11月8日、中華人民共和国国家観光局は洋湖湿地公園をAAAA級観光景区に認定した。

## 公園施設
- 風雨橋
- 三拱橋
- 白鷺塔
- 洋湖

## 交通手段
- 長沙地下鉄3号線[3]

## 周辺の主な施設・店舗
- 李自健美術館
- 長沙博物館
- 長沙市規画展示館
- 長沙図書館
- 長沙音楽庁

## ギャラリー
- 三拱橋
- 白鷺塔
- 風雨橋
- 洋湖